# Liste der Stolpersteine in Herdorf
In der Liste der Stolpersteine in Herdorf sind alle zwölf Stolpersteine (sowie ein Kopfstein) aufgeführt, die im Rahmen des Projekts des Künstlers Gunter Demnig am 28. Oktober 2020 in Herdorf verlegt wurden. Mit Stolpersteinen wird an das Schicksal von Menschen erinnert, die von den Nationalsozialisten ermordet, deportiert, vertrieben oder in den Suizid getrieben wurden. In aller Regel werden sie vor dem letzten freigewählten Wohnort des Opfers verlegt.

## Liste der Stolpersteine
Die Tabelle ist teilweise sortierbar; die Grundsortierung erfolgt alphabetisch nach dem Verlegeort. Die Spalte Person, Inschrift wird nach dem Namen der Person alphabetisch sortiert. Zusammengefasste Adressen von Verlegeorten zeigen an, dass mehrere Stolpersteine an einem Ort verlegt wurden.
| Bild            | Person, Inschrift | Verlegeort                     | Verlege- datum | Information |
| --------------- | --- | ------------------------------ | -------------- | --- |
| Bild gesucht    | HIER WOHNTE AUGUST KLEMENS HEUN JG. 1880 EINGEWIESEN HEILANSTALT DÜREN ‚VERLEGT‘ 18.6.1941 HADAMAR ERMORDET 18.6.1941 ‚AKTION T4‘                                  | Buchenhang 11 (Lage)           | 28. Okt. 2020  | August Klemens Heun wurde an einem nicht bekannten Datum in die Heilanstalt Düren eingeliefert. Am 15. Mai 1941 erfolgte die Verlegung in die „Zwischenanstalt“ Andernach. Am 18. Juni 1941 wurde Heun zusammen mit weiteren 113 Patienten nach Hadamar gebracht und nach der Ankunft in der Gaskammer ermordet. |
| Bild gesucht    | SIE WURDEN KLASSIFIZERT ALS “ERBKRANK” NACH DEN GESETZEN ZUR „RASSENHYGIENE“ 1933–1945                                                                             | Hellerstraße 17 (Lage)         | 28. Okt. 2020  | Der Kopfstein bezieht sich auf die Geschwister Dendel und die Cousine Martha, geb. Klimek. Alle bekamen die Diagnose „angeborener Schwachsinn“. In der Psychiatrie des „Dritten Reich“ wurde dieser Begriff sehr dehnbar angewandt, oft auch auf Menschen, die nur aus prekären Familienverhältnissen kamen. |
| Bild gesucht    | HIER WOHNTE MARTHA DENDEL JG. 1908 EINGEWIESEN HERZ-JESU-HAUS KÜHR ‚VERLEGT‘ 6.5.1943 SIECHENANSTALT KLAGENFURT ERMORDET 24.9.1943                                 | Hellerstraße 17 (Lage)         | 28. Okt. 2020  | Laut Akten des sog. Klagenfurter Euthanasie-Prozesses von 1946 wurde Martha Dendel am 24. September 1943 von der Oberpflegerin Ottilie Schellander mit einer Giftspritze ermordet. |
| Bild gesucht    | HIER WOHNTE PAULA DENDEL JG. 1909 EINGEWIESEN 1937 ‚HEILANSTALT‘ HADAMAR ZWANGSSTERILISIERT 1937 ‚VERLEGT‘ 11.6.1940 ‚HEILANSTALT‘ EICHBERG ERMORDET 23.6.1940     | Hellerstraße 17 (Lage)         | 28. Okt. 2020  | Am 11. Juni 1940 erfolgte, bei attestierter körperlicher Gesundheit, die Verlegung in die Heilanstalt Eichberg. Am 23. Juni 1940 wurde Paula Dendel dort ermordet, angebliche Todesursache „allgemeine Herzschwäche“. Der Anstaltsleiter, SS-Hauptsturmführer Friedrich Mennecke, führte in dieser Zeit pseudomedizinische Experimente an Heiminsassen durch. |
| Bild gesucht    | HIER WOHNTE ERNST DENDEL JG. 1912 EINGEWIESEN 1937 KRANKENHAUS WETZLAR ZWANGSSTERILISIERT ALS GEHEILT ENTLASSEN                                                    | Hellerstraße 17 (Lage)         | 28. Okt. 2020  | Ernst Dendel heiratete 1937 seine Cousine Martha, geb. Klimek. Beide waren zuvor zwangssterilisiert worden. Im Jahr 1950 stellten beide Anträge auf Entschädigung, die jedoch, wie damals üblich, abgelehnt wurden. |
| Bild gesucht    | MARTHA DENDEL GEB. KLIMEK JG. 1911 EINGEWIESEN 1934 KRANKENHAUS WETZLAR ZWANGSSTERILISIERT ALS GEHEILT ENTLASSEN                                                   | Hellerstraße 17 (Lage)         | 28. Okt. 2020  | Martha, geboren 1911 in Wetzlar, war die Tochter von Franz Klimek und Magdalena, geb. Dendel. Sie wohnte nie in Herdorf, man hat ihr aber, im Sinne einer Familienzusammenführung im Gedenken, hier einen Stolperstein gesetzt, an der Seite des Stolpersteins ihres Mannes und Cousins Ernst. |
| Bild gesucht    | HIER WOHNTE FERDINAND DENDEL JG. 1914 MIT HILFE ÜBERLEBT | Hellerstraße 17 (Lage)         | 28. Okt. 2020  | Ferdinand Dendel überlebte die NS-Zeit und starb im Jahr 1956. Wie seine Geschwister ist auch er nach den NS-Gesetzen als „erbkrank“ klassifiziert worden. Wahrscheinlich hat er nur deshalb überlebt, weil er arbeitsfähig war. |
| Bild gesucht    | HIER WOHNTE JOHANNA DENDEL JG. 1921 EINGEWIESEN 1937 ANSTALT KALMENHOF ZWANGSSTERILISIERT 1938 ‚VERLEGT‘ 2.9.1944 HADAMAR ERMORDET 18.9.1944                       | Hellerstraße 17 (Lage)         | 28. Okt. 2020  | Am 2. September 1944 erfolgte, bei attestierter körperlicher Gesundheit, die Verlegung in die Tötungsanstalt Hadamar. Am 18. September 1944 wird Johanna Dendel dort ermordet, angebliche Todesursache „Blutvergiftung“. |
| Bild gesucht    | HIER WOHNTE MATHILDE DENDEL JG. 1922 EINGEWIESEN 1938 ANSTALT KALMENHOF MIT HILFE ÜBERLEBT                                                                         | Hellerstraße 17 (Lage)         | 28. Okt. 2020  | Mathilde Dendel musste während der Zeit im Kalmenhof im Haushalt eines Anstaltsangestellten arbeiten. Wahrscheinlich überlebte sie aus diesem Grund. Im Februar 1946 wird sie mit fortgeschrittener Schwangerschaft in das Krankenhaus der Anstalt Köppern eingeliefert, wo sie ein Kind entband, das vier Wochen nach der Geburt dort verstarb. Mathilde Dendel wurde daraufhin entlassen.                                                                                                   |
| Bild gesucht    | HIER WOHNTE MARIA DENDEL JG. 1923 EINGEWIESEN 1938 ANSTALT KALMENHOF ‚VERLEGT‘ 14.3.1941 HADAMAR ERMORDET 14.3.1941 ‚AKTION T4‘                                    | Hellerstraße 17 (Lage)         | 28. Okt. 2020  | Am 14. März 1941 wurde Maria Dendel zusammen mit 43 Personen nach Hadamar transportiert und nach ihrer Ankunft in der Gaskammer ermordet. |
| Bild gesucht    | HIER WOHNTE ALOIS DENDEL JG. 1931 MIT HILFE ÜBERLEBT | Hellerstraße 17 (Lage)         | 28. Okt. 2020  | Alois Dendel überlebte die NS-Zeit und starb im Jahr 2010. Wie seine Geschwister ist auch er nach den NS-Gesetzen als „erbkrank“ klassifiziert worden. |
| Bild gesucht BW | HIER WOHNTE JOHANNA EICKHOFF GEB. WERTS JG. 1899 SEIT 1932 EINGEWISEN MEHRERE HEILANSTALTEN ‚VERLEGT‘ 7.7.1941 HADAMAR ERMORDET 7.7.1941 ‚AKTION T4‘               | Spielplatz „Alte Hütte“ (Lage) | 28. Okt. 2020  | Am Standort „Spielplatz Alte Hütte“ befand sich ein Wohnhaus mit der Adresse Hüttengasse 1. Johanna Eickhoff war eine Tante der Geschwister Dendel. Am 7. Juli 1941 wurde sie, zusammen mit 85 Patienten, von der „Zwischenanstalt“ Andernach nach Hadamar transportiert und nach der Ankunft in der Gaskammer ermordet. Der letzte Eintrag in der Patientenakte lautet: „Zu keiner Arbeit zu gebrauchen.“ Daraufhin erfolgte der Transport nach Hadamar.                                     |
| Bild gesucht    | HIER WOHNTE MARIE DAUB JG. 1896 SEIT 1929 EINGEWISEN MEHRERE HEILANSTALTEN ZWANGSSTERILISIERT 1934 ‚VERLEGT‘ 17.12.1943 HEILANSTALT KAUFBEUREN ERMORDET 30.10.1944 | Schneiderstraße 8 (Lage)       | 28. Okt. 2020  | Marie Daub litt an Epilepsie. Ende 1943 wurde sie in die Heil- und Pflegeanstalt Kaufbeuren verlegt. Hier wurde Marie Daub durch gezielte Mangelernährung zu Tode gebracht, sie verstarb am 30. Oktober 1944. Aus der Patientenakte geht hervor, dass sie in den letzten Wochen 20 kg Körpergewicht verlor. Der Leiter der Anstalt, der Psychiater Valentin Faltlhauser, erfand eine spezielle nährstoffarme Kost, um Patienten systematisch innerhalb von drei Monaten verhungern zu lassen. |